# Luca Bianchini
Luca Bianchini (Torino, 11 febbraio 1970) è uno scrittore, pubblicitario e conduttore radiofonico italiano.

## Biografia
Nato a Torino, si è laureato in Lettere moderne, ha vissuto per circa trent'anni a Nichelino e ha trascorso un periodo a Londra per migliorare l’inglese. Ha svolto le professioni di intervistatore telefonico e redattore filatelico alla Bolaffi. Copywriter free-lance, ha lavorato per diverse agenzie pubblicitarie.

### La scrittura
Il suo romanzo d'esordio è Instant Love, pubblicato da Mondadori nel 2003. L'idea per la storia è nata dal ricordo del racconto delle vicende vissute da un ragazzo incontrato al tavolo di un bar di Mykonos alcune estati prima, la cui figura corrisponde a quella di Daniele, bisessuale. Il libro è stato tradotto anche in tedesco e in spagnolo. 
Nel 2004 pubblica il romanzo Ti seguo ogni notte, ispirato alle televendite notturne e dai personaggi all'interno di esse. Il romanzo è stato tradotto in tedesco, in portoghese e in russo.
Nel novembre 2005 esce il libro Eros - Lo giuro, biografia ufficiale di Eros Ramazzotti; i proventi dell'opera sono stati devoluti alla Lega del filo d'oro. Grazie al successo ottenuto con Eros - Lo giuro, che nel 2006 è stato anche tradotto in bulgaro e in tedesco, Bianchini ha potuto perseguire a tempo pieno la carriera di scrittore. Il 23 gennaio 2007 è stato ripubblicato in edizione "Oscar Bestseller" con l'aggiunta di tre capitoli inediti.
Con Se domani farà bel tempo, pubblicato sempre da Mondadori il 17 aprile 2007, Siamo solo amici nel 2011, Io che amo solo te e La cena di Natale nel 2013 Bianchini ritorna al romanzo.
Nel 2015 dal romanzo viene tratto il film Io che amo solo te, con Riccardo Scamarcio e Laura Chiatti, per la regia di Marco Ponti.
Nel 2015 esce Dimmi che credi al destino, romanzo ambientato a Londra.
Nel 2016 esce il film tratto da La cena di Natale con Riccardo Scamarcio, Laura Chiatti, Michele Placido e Maria Pia Calzone.
Il 10 gennaio 2017 esce, sempre per Mondadori, il romanzo Nessuno come noi ambientato a Torino nel 1987, nelle aule di un liceo statale dove si incontrano i ricchi della collina e i meno privilegiati della periferia torinese.
Nell'ottobre 2018 esce il romanzo So che un giorno tornerai, ambientato a Trieste, e viene portato sullo schermo il film tratto da Nessuno come noi con Alessandro Preziosi e Sarah Ferbelbaum.
A maggio 2020 esce il romanzo Baci da Polignano edito da Mondadori.

### La conduzione radiofonica
Bianchini fu scoperto da Fiorello nel programma Viva Radio 2. Grazie a Fiorello ha fatto un provino per la radio, con esito positivo. Dal 12 novembre 2007 Luca Bianchini ha condotto su Rai Radio 2 il programma Colazione da Tiffany. Dal titolo ripreso dal celebre romanzo di Truman Capote del 1958, Colazione da Tiffany si apriva ogni giorno con la lettura di un incipit di un romanzo gradito a Bianchini.
Dal 16 giugno 2008 il programma ha cambiato nome in Tiffany e si è spostato nella fascia pomeridiana; al fianco di Bianchini, l'astrologa Maria Vittoria Scartozzi.
Dal 2018 è una delle voci del programma "Mangiafuoco sono io" su Radio 1 Rai.

## Opere
- Kissing Paul Newman, - Cortometraggio, sceneggiatura con Marco Ponti. 2001
- Instant Love, Milano, Mondadori, 2003. ISBN 88-04-51471-X.
- Ti seguo ogni notte, Milano, Mondadori 2004. ISBN 88-04-53294-7.
- Eros - Lo giuro, Biografia ufficiale di Eros Ramazzotti, Milano, Mondadori 2005. ISBN 88-04-55050-3.
- Se domani farà bel tempo, Milano, Mondadori 2007. ISBN 978-88-04-56845-2.
- Siamo solo amici, Milano, Mondadori 2011. ISBN 978-88-04-60700-7.
- Io che amo solo te, Milano, Mondadori 2013. ISBN 978-88-04-63046-3.
- La cena di Natale di "Io che amo solo te", Milano, Mondadori 2013. ISBN 978-88-04-63871-1.
- Dimmi che credi al destino, Milano, Mondadori 2016. ISBN 978-88-04-65055-3.
- Nessuno come noi, Milano, Mondadori 2017. ISBN 978-88-04-68450-3.
- So che un giorno tornerai, Milano, Mondadori 2018. ISBN 978-88-04-70615-1.
- Baci da Polignano, Milano, Mondadori 2020. ISBN 978-88-04-72236-6.
- Le mogli hanno sempre ragione, Milano, Mondadori 2022. ISBN 978-88-04-74622-5.
- Il cuore è uno zingaro, Milano, Mondadori 2024. ISBN 978-88-04-77099-2.